# Commentarii de bello Gallico
(Incipit del De bello Gallico.)
Il Commentarii de bello Gallico (in italiano Commentari sulla guerra gallica) anche noto semplicemente come il De bello Gallico (in italiano "La guerra gallica"), è lo scritto più conosciuto di Gaio Giulio Cesare, generale, politico e scrittore romano del I secolo a.C. In origine, era probabilmente intitolato C. Iulii Caesaris commentarii rerum gestarum, mentre il titolo con cui è oggi noto è un'aggiunta successiva, finalizzata a distinguere questi resoconti da quelli degli eventi successivi. Cesare visse in prima persona tutte le vicende riguardanti la conquista della Gallia.
Uomo di grande cultura, appassionato di arte e filosofia, descrisse minuziosamente la sua campagna militare, inserendo nella narrazione molte curiosità sugli usi e sui costumi delle tribù barbariche con cui veniva a contatto, oltre a tentare, nello stesso tempo, di difendere il proprio operato. Non si potrà dunque ritenerla un'opera davvero rigorosa dal punto di vista storico, proprio perché in parte autobiografica, anche se l'aspetto stilisticamente semplice (e perfino talora volutamente trasandato) potrebbe far pensare a una raccolta di burocratici "rapporti al Senato".

## Struttura dell'opera

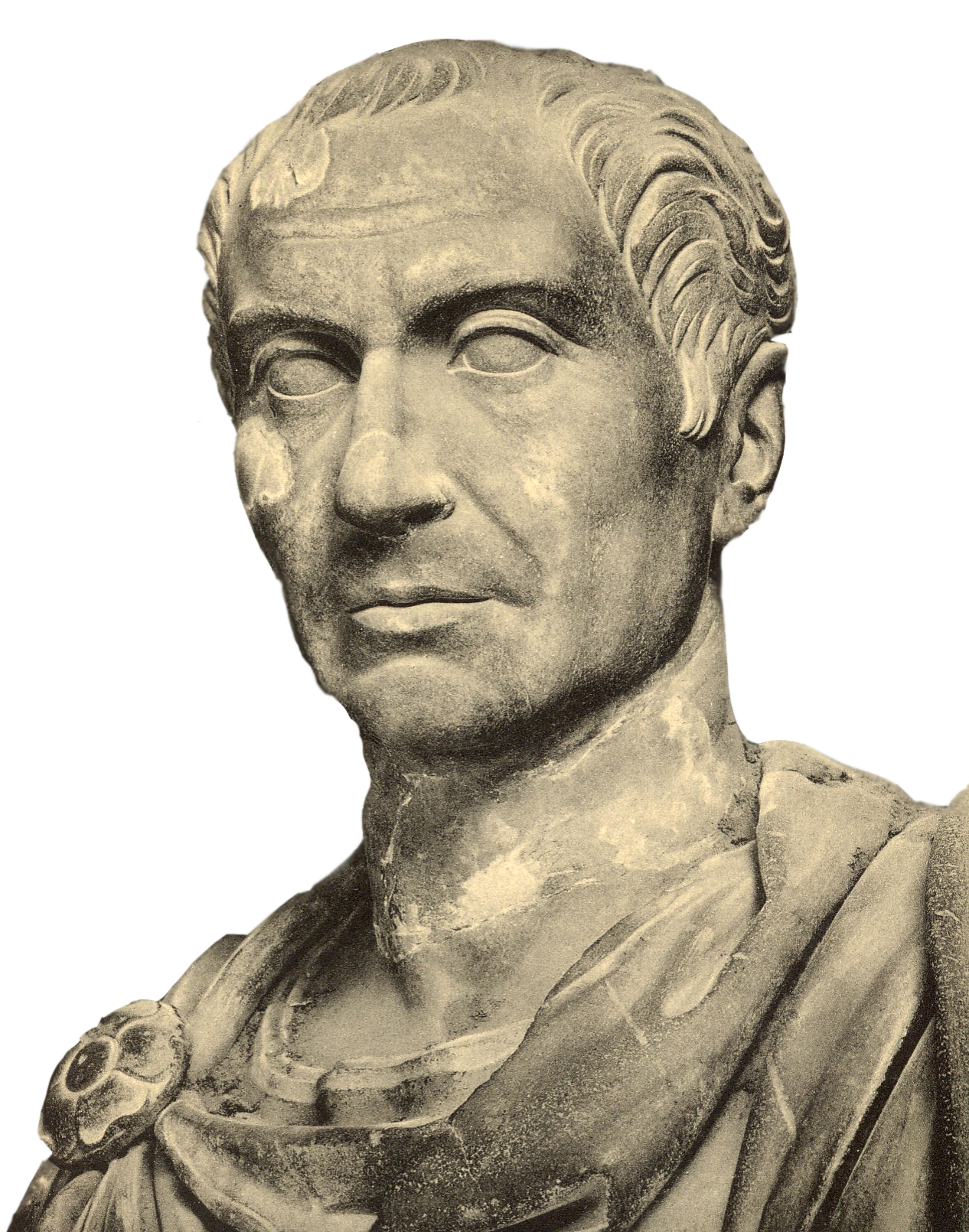
Ritratto di Cesare

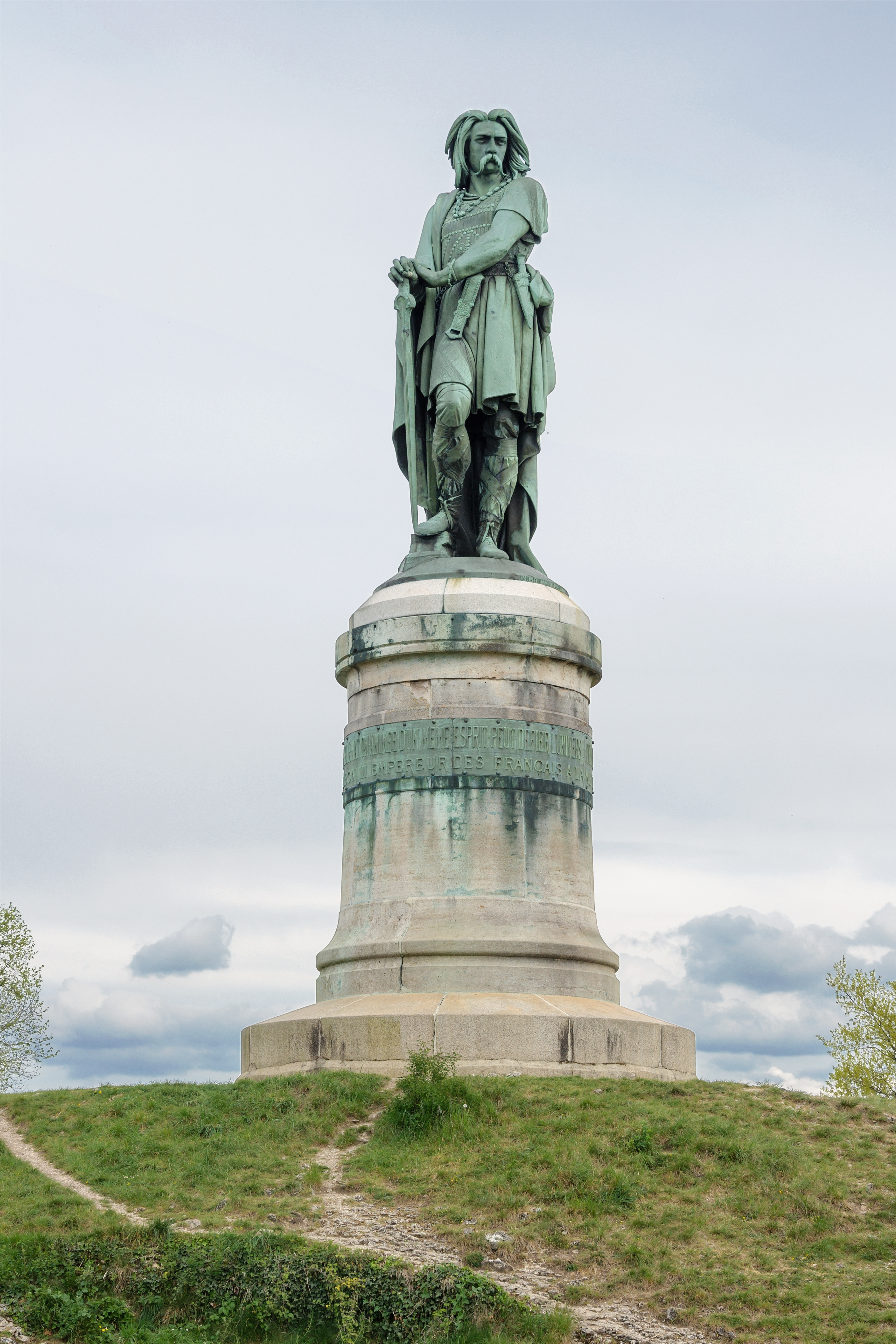
Statua di Vercingetorige, ad Alesia in Borgogna

L'opera è stata scritta fra il 58 e il 50 a.C. e si divide in otto libri:
- Libro primo: 
  - Descrizione geografica della Gallia;
  - Guerra di Elvezia;
  - Guerra contro Ariovisto e i Germani.
- Libro secondo: 
  - Congiura dei Belgi e rispettiva guerra;
  - Riappacificazione della Gallia
- Libro terzo:
  - Guerra sulle Alpi;
  - Guerra contro i Veneti;
  - Guerra contro gli Unelli;
  - Publio Licinio Crasso in Aquitania.
- Libro quarto: 
  - Guerra contro gli Usipeti e i Tencteri;
  - Assalto contro i Germani;
  - Prima spedizione in Britannia;
  - Ribellione dei Morini e dei Menapi.
- Libro quinto:
  - Seconda spedizione in Britannia;
  - Guerra contro Ambiorige;
  - Ribellione dei Treviri.
- Libro sesto: 
  - Il grande spostamento delle truppe galliche;
  - Spedizione contro i Suebi;
  - Descrizione dei costumi, della cultura e delle tradizioni galliche e germaniche;
  - Guerra contro gli Eburoni.
- Libro settimo:
  - Vercingetorige si autoproclama capo degli Alverni;
  - Assedio ad Avarico;
  - Vercingetorige e gli Edui attaccano i Romani;
  - Battaglia di Alesia
- Libro ottavo: l'ottavo libro non è stato scritto da Cesare, ma da Aulo Irzio e narra degli eventi collaterali e successivi alla guerra guidata da Cesare; in particolare le ultime spedizioni per sedare gli ultimi focolai.

## Libro I
L'opera si apre con una breve descrizione della Gallia e dei suoi principali tre territori: quello nordico abitato dagli Elvezi, i Germani e i Belgi, quello dell'Aquitania e dei Veneti, e infine il settore cisalpino dei Celti, meglio noti come Galli.
Nell'anno 58 a.C. il principe degli Elvezi Orgetorige decide di conquistare tutta la Gallia, e chiede l'aiuto a Castico del popolo Sequano, considerato alleato di Roma, e successivamente a Dumnorige. Tuttavia il "triumvirato gallico" fallisce per ribellioni interne, e Orgetorige è costretto al suicidio.
Tuttavia gli Elvezi coltivano il piano di affermazione nella Gallia mediante la totale conquista, e iniziano a razziare i villaggi, raccogliendo alleati come i Boi, giungendo attraverso il Rodano alla Gallia Narbonense il 28 marzo.

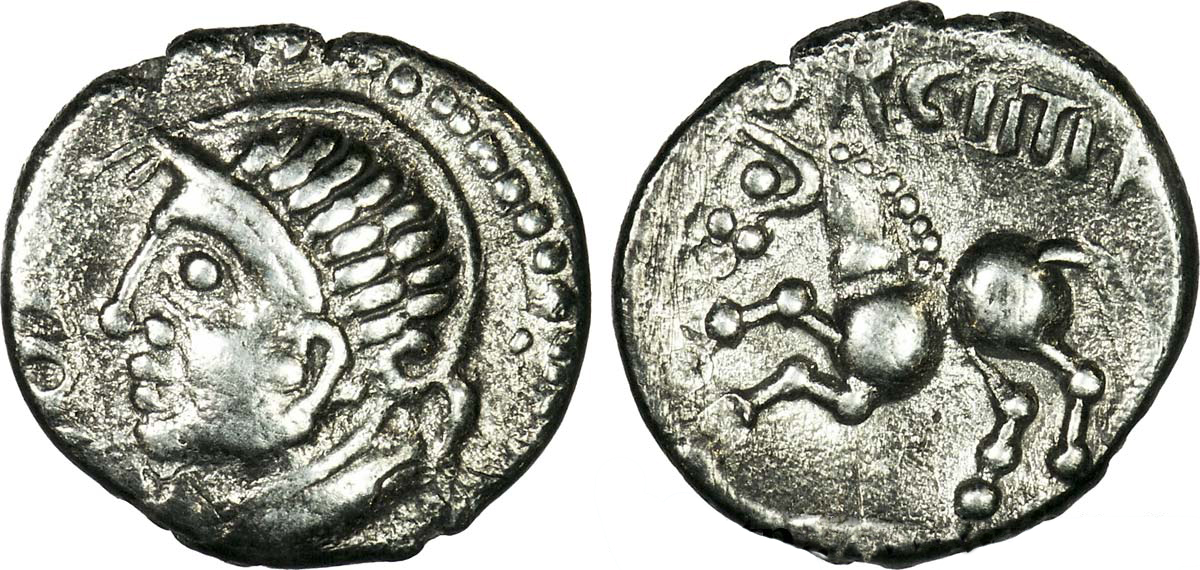
Moneta raffigurante Orgetorige

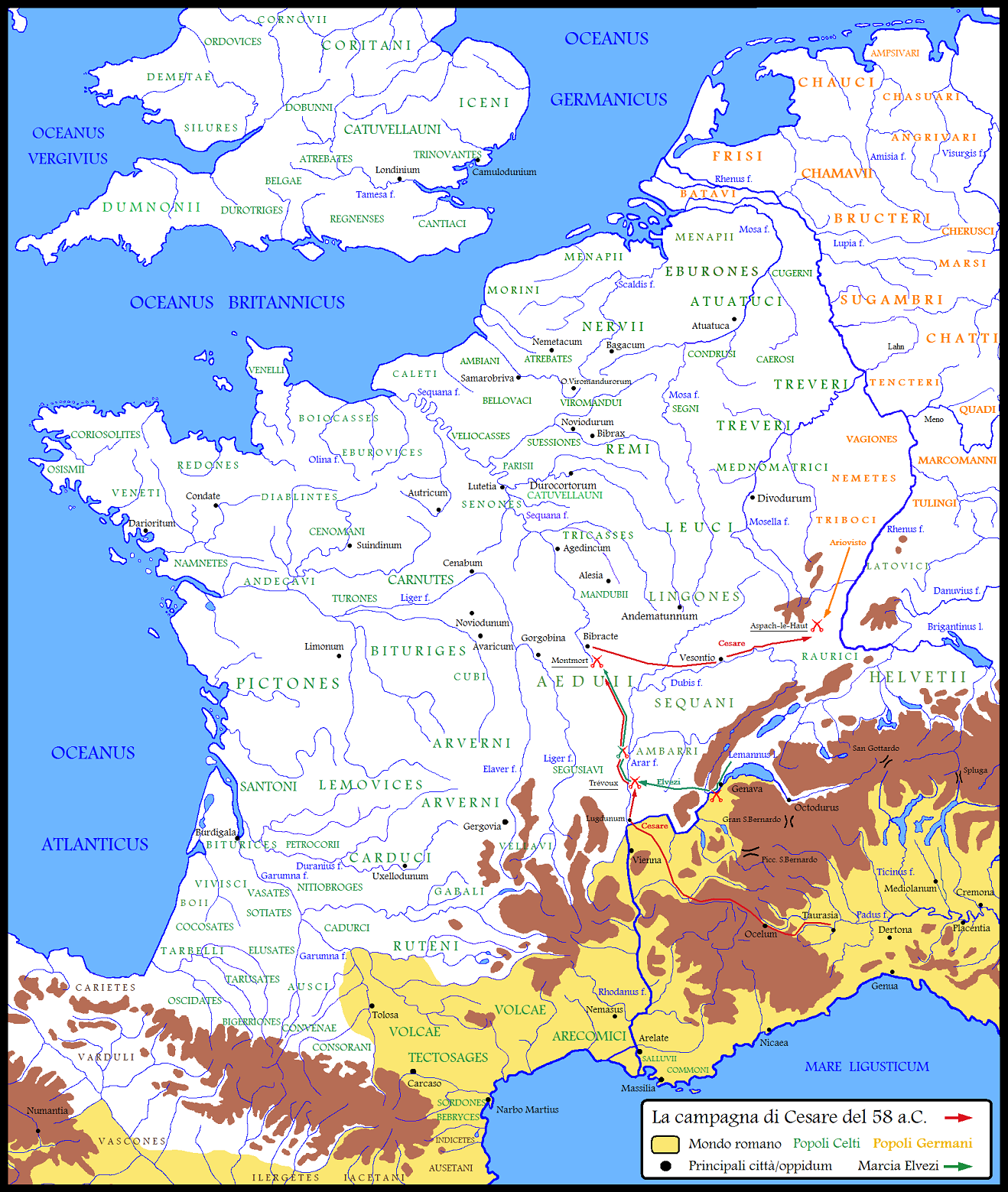
La campagna di Cesare del 58 a.C.

Dunque entra in campo l'esercito di Giulio Cesare, intento a frenare l'avanzata virale degli Elvezi, giungendo presto a Ginevra, facendo distruggere il ponte sul Rodano per contrastare l'avanzata elvetica. Successivamente inizia a fornirsi di guarnigioni, come la XII e la X legione, in Gallia Cisalpina. Gli Elvezi giungono presso l'accampamento della X legione, chiedendo al proconsole romano il permesso di passare per la provincia, ma Cesare temporeggia volutamente, nell'attesa di organizzare meglio la X legione con un accampamento in allestimento e più milizie in arrivo da altre guarnigioni. Gli Elvezi però perdono la pazienza e tentano lo sfondamento, tuttavia respinto da Cesare, che nei giorni d'assedio inizia a considerare l'obiettivo di conquistare lui stesso la Gallia, sottomettendo le popolazioni ribelli come gli Elvezi e i Sequani. Come motivo della sua controffensiva, adduce la giustificazione di un'azione di prevenzione contro gli Elvezi, che avevano nelle loro mire anche la conquista della Tarraconense. Cesare, respinto dunque il primo assalto elvetico, affida momentaneamente il controllo della X legione al luogotenente Tito Labieno, ma si accorge che gli Elvezi si sono sparsi per la zona, saccheggiando i villaggi degli Edui. Cesare interviene massicciamente presso il ponte del fiume con la battaglia del fiume Arar, cercando di venire a patti con il generale Divicone, che però rifiuta le condizioni. Partiti in ritirata gli Elvezi, Cesare intende domarli definitivamente, e così invia Dumnorige con un contingente eduo mercenario, che però viene sconfitto, benché graziato da Cesare stesso, che insegue gli Elvezi fino a Bibracte, dove gli Elvezi sono definitivamente annientati.
Nella seconda parte del libro, Cesare invia immediatamente un'ambasciata presso gli Edui, imponendo un patto di protezione e interesse nella causa degli Edui, ossia riguardo l'aiuto romano nella riconquista dei territori persi nel 72 a.C. durante varie battaglie contro i Germani. Essendo ora dunque imminente la minaccia di Ariovisto, capo delle tribù germaniche, Cesare non esita a cogliere l'occasione per trascinare Ariovisto nella battaglia, incontrandolo presso il Reno, e imponendo un ultimatum al popolo germanico con varie condizioni, tra cui non attraversare il fiume per giungere in Gallia (benché secondo Ariovisto era un suo diritto in quanto sconfitta nelle precedenti battaglie) e la firma di un patto di non aggressione contro gli Edui. Ariovisto però rifiuta i patti, e successivamente discende verso Vesonzio, occupata con gran vantaggio dai romani, pronti allo scontro con i Germani. Sebbene in un primo momento intento a trattare nuovamente con Ariovisto, Cesare si accorge che i Germani attaccano a tradimento i Romani e abbandona l'assemblea. Ariovisto si ritira nel campo germanico e crea un'alleanza con popolazioni vicine alle sue, come i Marcomanni, i Vangioni e i Suebi. Cesare tuttavia riesce ad accerchiare l'esercito nemico con dei carri di vettovaglie, e a massacrare i nemici.

## Libro II
Appena terminata la campagna contro i Germani, Cesare viene a sapere di una congiura dei Belgi, giunta alle orecchie di Labieno, contro Roma stessa, poiché molte popolazioni erano insofferenti verso il protezionismo romano, e specialmente per il fatto che le truppe svernassero nei territori della Gallia Cisalpina durante la guerra contro Ariovisto. Dopo 15 giorni di marcia ininterrotta, Cesare giunge presso il fiume Axona prima dei Belgi, e arrivando nell'oppidum di Bibrax, invia cavalieri numidi mercenari per provocare battaglia con i Belgi, che però invece di combattere presso la città, mirano direttamente al centro dell'accampamento romano. Cesare allora varca il ponte sul Reno spedendo mercenari numidi, arcieri cretesi e frombolieri delle Baleari che mettono in fuga i nemici. L'esercito romano li insegue fino all'accampamento di Noviodunum, dove il re Galba sceglie di arrendersi a Cesare; nell'ambasciata di pace presso Bratuspazio parla il principe degli Edui Diviziaco, garantendo l'alleanza di protezione di Cesare con i popoli degli Edui appunto, i Bellovaci e gli Ambiani.

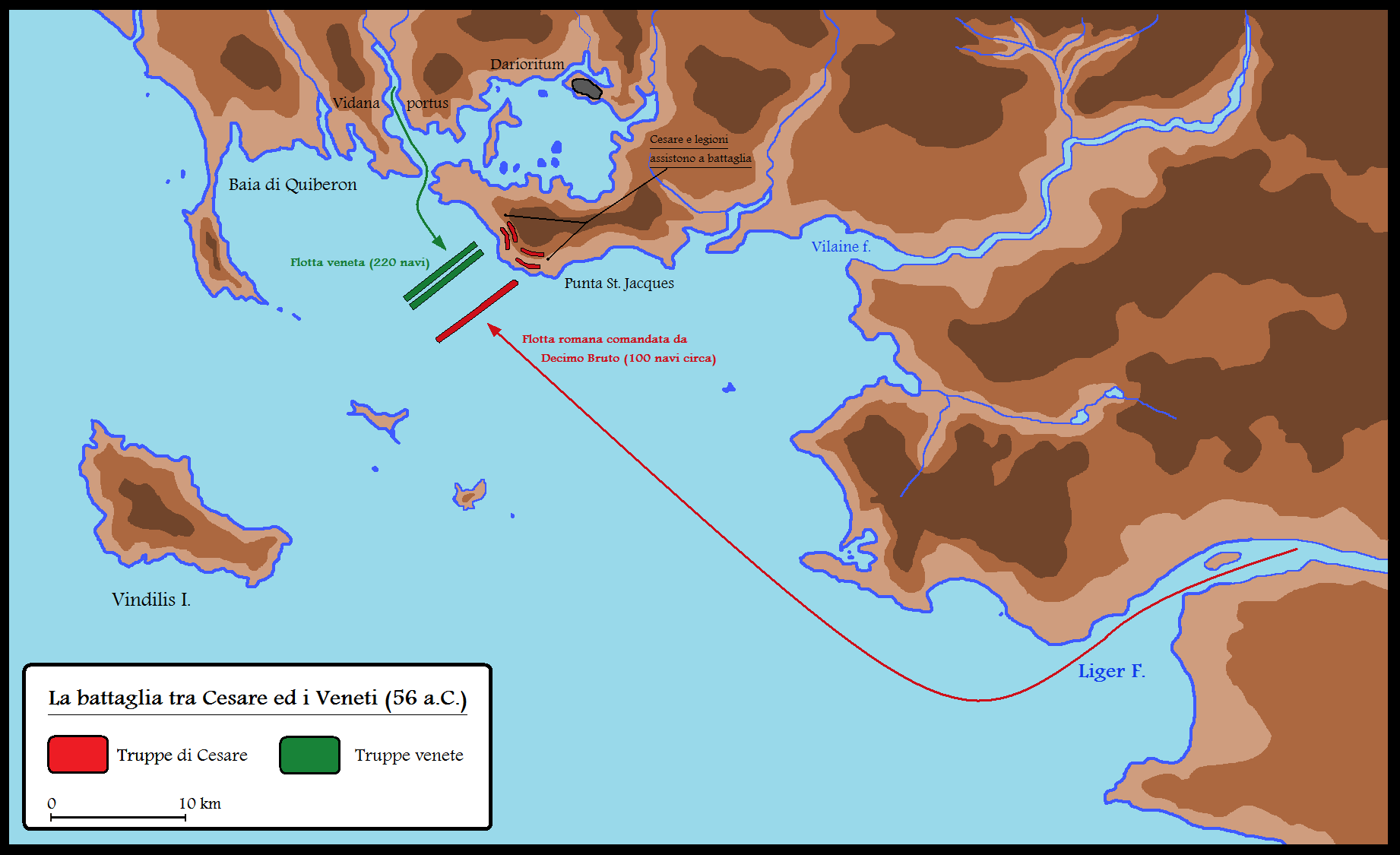
Baia di Quiberon, dove si svolse la battaglia tra Cesare e i Veneti nel 56 a.C.

Riappacificata la Gallia, apparentemente, durante il ritorno l'esercito di Cesare viene attaccato dalle popolazioni dei Nervi, Atrebati e Viromandui, nella battaglia del fiume Sabis.

## Libro III
Dopo una prima vittoria di Publio Licinio Crasso sui popoli della Normandia, presso la costa, nel 56 a.C. riesplode la rivolta, capeggiata dai Veneti, che pretendevano da Crasso la riconsegna degli ostaggi che gli avevano spedito durante la battaglia. Anche i popoli della Gallia insorgono, imponendo un ultimatum a Crasso, cosicché diventa necessario ancora una volta l'intervento di Cesare, che dichiara per la prima volta guerra nella Gallia, al popolo veneto, facendo costruire la flotta navale presso la Loira. Crasso intanto è incaricato di combattere in Aquitania, Labieno a Treviri, e il generale Quinto Titurio Sabino contro gli Unelli.
Nel frattempo Cesare dirige la flotta navale verso le città dei Veneti sui promontori della penisola, molto difficili da espugnare, poiché imprendibili via terra. Dopo aver atteso l'arrivo di rinforzi da Decimo Bruto, Cesare taglia le sartie degli alberi delle navi galliche, riuscendo a prenderle in mare. Sconfitti i nemici, Cesare decide di punirli duramente con esecuzioni di massa, mentre gli altri due luogotenenti Crasso e Sabino riescono a domare anche loro le tribù insorte.

## Libro IV

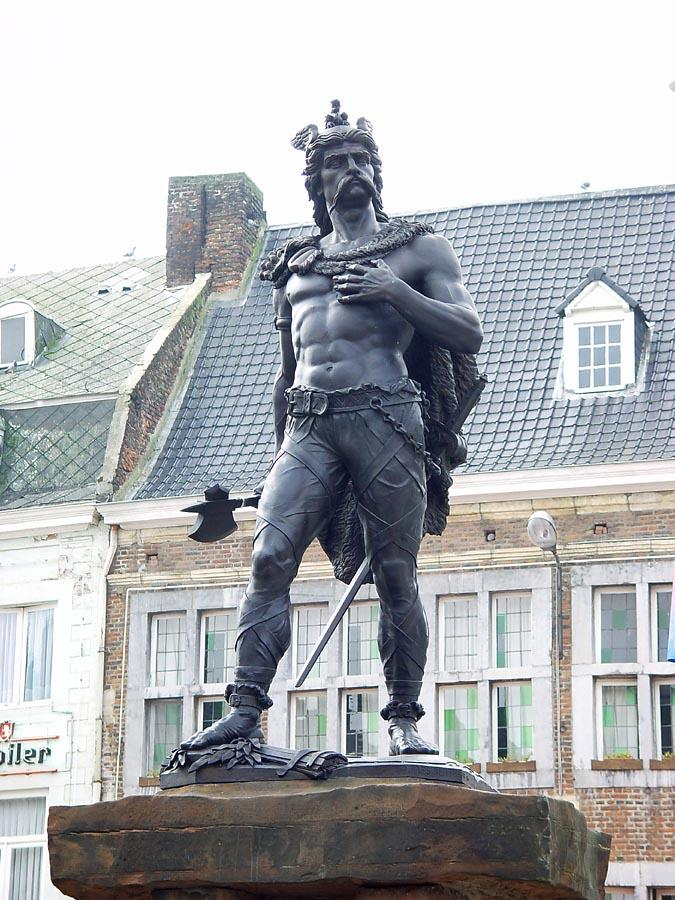
Statua di Ambiorige

Nel 55 a.C. le tribù germaniche dei Tencteri ed Usipeti sono sconfitte dai Romani ed esiliate, benché questi dopo aver simulato l'alleanza con i popoli Menapi, li abbiano attaccati a tradimento nella notte, conquistando i loro villaggi. Cesare, venuto a sapere, delle nuove discordie intestine nella Gallia Belgica, attraversa il Reno imponendo condizioni di non aggressione ai popoli germanici, nonché ad alcune tribù galliche che avevano provato a contrattaccare giungendo presso il territorio della Germania. L'incontro si svolse a Nimega, dove Cesare consigliò ai Germani di ripassare il Reno, provando una nuova tattica contro i Tencteri. Tuttavia dopo un incidente con delle truppe gallo-romane, Cesare piombò personalmente contro i due popoli invasori e contro lo stesso accampamento dei Germani. Deciso ad attuare un'azione decisiva intimidatoria contro tali popolazioni nordiche, Cesare invade la Germania, facendo costruire un ponte di legno sul Reno, lungo 400 metri. L'intimidazione ebbe l'effetto sortito, e Cesare tornò indietro, distruggendo il ponte, e proclamando i confini della Repubblica romana dei territori conquistati fino al Reno.
Successivamente Cesare, sempre nel 55 a.C., decide di conquistare la Britannia per impedire l'accesso di vettovaglie e rifornimenti alle popolazioni galliche, e perché spinto dal desiderio di conquiste di terre non ancora toccate dal piede romano. Mentre in Gallia Cesare invia luogotenenti a trattare con i Morini per una possibile alleanza, lui stesso si prepara alla spedizione in Britannia, salpando e arrivando alle scogliere di Dover. I Britanni però, venuti a sapere in precedenza dei piani dei Romani, riempirono di guarnigioni navali la scogliera, impedendo il passaggio della flotta di Cesare, costretta a una nuova battaglia, vincendo solo in parte per mancanza di truppe fresche, rimaste in Gallia. Quindi Cesare riceve l'ambasciata di Commio, inviato dai Britanni, i quali però decidono di continuare la guerra, vista la situazione della flotta romana, messa in continua difficoltà dal maltempo. Cesare allora decide la ritirata della flotta, ma non dopo aver posto dei paletti di confine sul terreno di scontro vincente contro alcune truppe nemiche.

## Libro V
Deciso a ritentare la spedizione in Britannia, Cesare parte da Portus Itius, seguito anche da mercanti romani, desiderosi di aprire nuovi traffici commerciali nella futura colonia romana, come promise lo stesso Cesare. Tuttavia Cesare trova presso il Tamigi la strada sbarrata dall'esercito del re Cassivellauno, che tenta di impedire il passaggio sul fiume. Cesare riesce però ad aggirare le mosse del re, che allora sceglie di saccheggiare le navi romane presso il porto, fallendo ugualmente, e costretto ad aprire una trattativa di pace. Dunque Cesare, esigendo un tributo annuo, pianta i primi paletti per la nuova colonia romana.

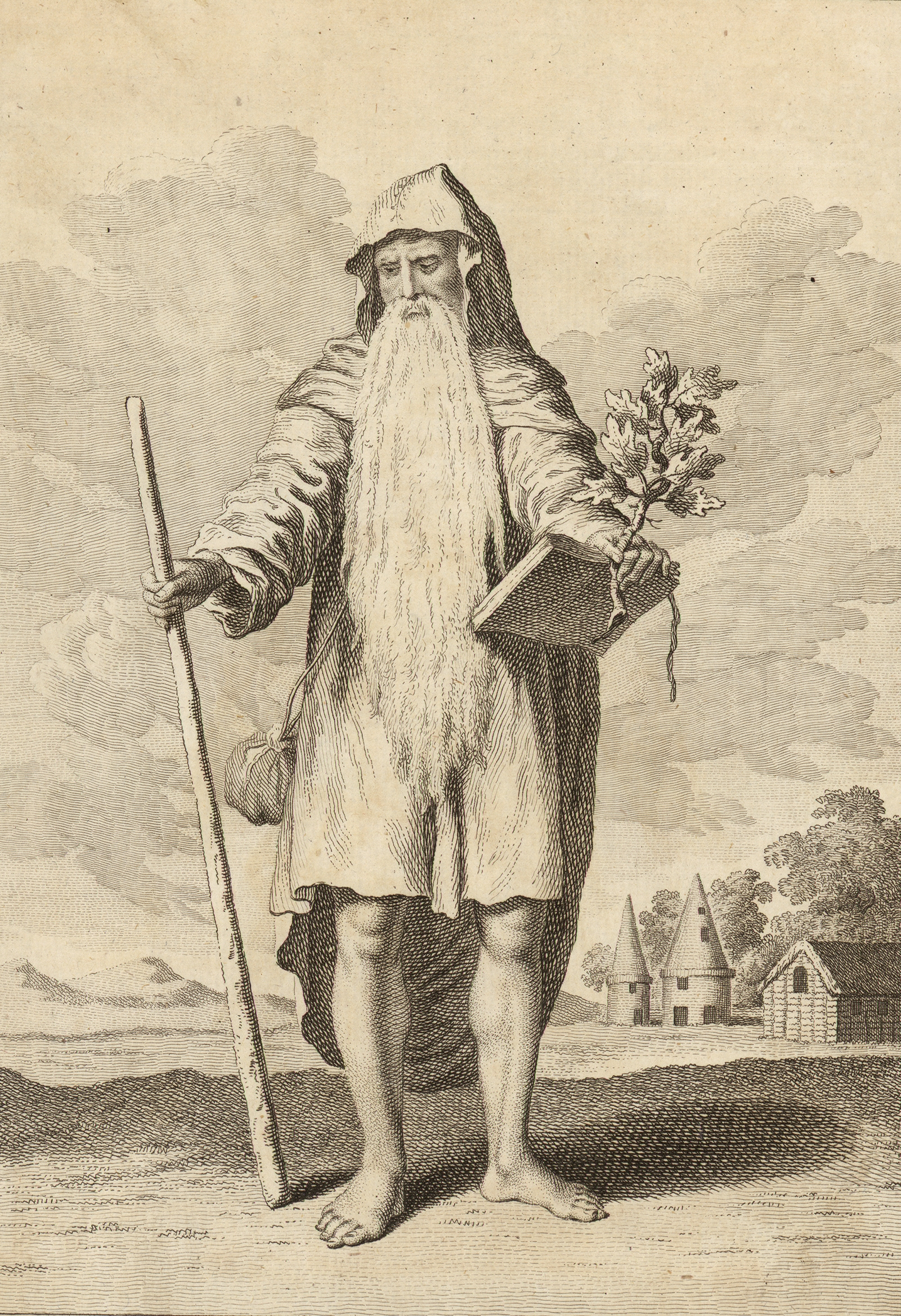
Ritratto di un druido

Nel frattempo in Gallia scoppiano nuove rivolte capeggiate dai popoli degli Eburoni e dei Carnuti. Il generale della rivolta era Ambiorige, il quale propone una nuova tattica di attacco contro l'esercito di Cesare, spingendolo a uscire dall'accampamento, per sorprenderlo con imboscate fulminee. Fu così che un'intera legione romana viene annientata. Durante un nuovo attacco, stavolta ben difeso dal generale Quinto Cicerone, Ambiorige vide l'esercito romano resistergli con strenua audacia, nonostante lo stesso Cicerone si fosse sorpreso che ormai i Galli stessi avevano imparato le tattiche da guerra romane, causando appunto la rovina di ben 5 coorti. La battaglia si svolse a Samarobriva, con 60.000 Galli di Ambiorige contro Cicerone, che riuscì a salvarsi grazie all'intervento di Cesare, che però non riesce a vincere lo scontro. Successivamente il luogotenente cesariano Tito Labieno compie una spedizione contro i Treveri, guidati da Induziomaro, non riuscendo però a distruggere l'esercito, che dopo la morte del generale, continua a imperversare per il campo romano, stringendo per altro alleanze con popoli minori della Gallia, da parte dei nobili capi tribù.
Cesare, decidendo di sconfiggere una volta per tutte i Menapi, assieme agli Eburoni, non volendo che questi oltrepassino il Reno per giungere dai Germani, suddivide il suo esercito in tre parti, pronte ad attaccare l'unico obiettivo nemico, riuscendo a riportare una schiacciante vittoria contro il generale Ambiorige. I Treveri nel frattempo, nel 53 a.C., vengono annientati da Labieno a Semois.

## Libro VI
Il libro è di particolare importanza, perché per la prima volta Cesare scrittore, oltre a narrare il resoconto delle varie battaglie, si appresta a tracciare degli excursus sui costumi e gli aspetti sia dei Galli che dei Germani. La descrizione ovviamente è redatta da un punto di vista propagandistico dello stesso Cesare, intento a fornire maggiori informazioni sul nemico affinché al popolo romano sia meglio noto, anche per dimostrare come Roma risulti superiore alle varie pratiche di divinazione e ordinamento sociale delle varie tribù. Per quanto concerne i Galli, questi sono descritti con usanze più simili ai romani e sono divisi in due grandi fazioni: gli Edui e i Sequani. Questi ultimi, grazie ad un’alleanza con i Germani, erano riusciti a sovrastare il predominio dei loro avversari. Cesare avvicinandosi e supportando gli Edui rivoluzionò nuovamente la situazione. Le tribù galliche sono caratterizzate da due importanti ordini sociali: i Cavalieri e i Sacerdoti (druidi). I Cavalieri appartengono alle classi nobili delle quali viene sorteggiato il rappresentante di ciascuna tribù per virtù e meriti. I druidi, invece, la cui dottrina è nata in Britannia, sono i detentori del sapere culturale e religioso, infatti, si occupano delle cerimonie religiose, di istruire i giovani e sono esenti dal pagamento dei tributi e di partecipare alle attività militari. Riguardo a ciò, i Galli sono molto dediti alle pratiche religiose e credono che il sacrificio di coloro che sono stati sorpresi a commettere delitti sia la cosa più gradita agli dei. Il più venerato è Mercurio di cui troviamo numerose statue, inventore di tutte le arti e patrono di grandissima potenza per la ricerca di guadagno e per i commerci. Essi venerano anche Apollo, Giove, Marte e Minerva. 

Vercingetorige getta le sue armi ai piedi di Cesare, dipinto di Lionel Royer, 1899, Musée Crozatier, Le Puy

 Coloro che appartengono alla plebe, invece, sono considerati come schiavi e non possono prendere parte a nessuna iniziativa o assemblea. In seguito Cesare descrive i Germani ricorrendo a connotazioni più aspre. Egli ci comunica che questi, a differenza dei Galli, non hanno druidi, non offrono sacrifici e considerano dei solo quelli da cui possono trarre qualcosa di concreto come ad esempio: il Sole, il Vulcano o la Luna. La loro società, fin dall'infanzia, si fonda sul condurre una vita basata sulla fatica e sull'arte militare.
Viste le continue ribellioni dei Germani, Cesare una seconda volta fa costruire un ponte sul Reno, facendo passare l'intera armata romana contro il popolo degli Eburoni e il loro capo Ambiorige, che trova la sconfitta nell'assalto contro le truppe di Lucio Minucio Basilo, rifugiandosi poi nell'oppidum di Atuatuca. Cesare tuttavia intende sterminare una volta per tutte il popolo degli Eburoni, e mandando avanti le truppe di Quinto Cicerone, induce gli stessi Germani ad allearsi assieme ai popoli galli per il massacro finale. Benché i Germani siano apparentemente dalla parte di Roma, giunti nelle paludi del massacro, il popolo dei Sigambri compie un voltafaccia, compiendo una scorreria lampo contro le truppe di Cicerone, appoggiata di seguito dai Germani stessi.

## Libro VII
Il re degli Arverni Vercingetorige, nel 52 a.C., decide di sbarazzarsi definitivamente dell'esercito romano stipulando, come all'epoca di Orgetorige, un patto di alleanza tra Carnuti, Edui ed Arverni. La scintilla della rivolta scoppia a Cenabum, quando Vercingetorige massacra i cittadini romani della colonia gallica, attirando l'attenzione di Cesare, nel momento in cui spinge gli Edui ad invadere la terra dei Biturgi. Ugualmente Lucterio, alleato di Vercingetorige, cerca di sbarrare il passo all'esercito cesariano presso la catena delle Cevenne; tuttavia Cesare fa svernare le truppe in un luogo sicuro, e appena possibile occupa l'oppidum di Vellaunoduno, costringendo Vercingetorige a intervenire, ripiegando presso la città capitale dei Biturgi: Avaricum. Dunque Cesare decide di colpire strategicamente lì, ad Avaricum, ponendo l'assedio per 27 giorni, prendendo la capitale. Successivamente è il popolo degli Edui a ribellarsi per l'ennesima volta a Cesare, con l'elezione illegale di due magistrati: Convictolitave e Coto; tuttavia Cesare riesce a sedare la rivolta, sul rischio di trasformarsi in guerra civile, e muove verso la capitale degli Arverni, dove si volge la battaglia di Gergovia, vinta da Vercingetorige contro le truppe di Tito Labieno. Benché vincitore, Vercingetorige temporeggia anziché muovere l'esercito contro i castra romani, pensando in una capitolazione di Cesare nell'ennesima rivolta degli Edui. Ricongiuntosi però con le quattro truppe divise di Labieno, Cesare muove nuovamente verso la Gallia Narbonense, nel settembre del 52 a.C., arrivando ad Alesia, seguito da Vercingetorige. Ormai sicuro di non poter più far appoggio su nessuna alleanza con i Galli schieratisi a favore di Vercingetorige, Cesare muove tutta la cavalleria contro il nemico nella battaglia di Alesia, riportando una clamorosa e definitiva vittoria e costringendo Vercingetorige alla resa.

## Libro VIII
Dopo l'assassinio di Cesare il 15 marzo del 44 a.C., il suo luogotenente Aulo Irzio, pregato da molti cesariani, compose un ulteriore commentario, basandosi sugli appunti di Cesare, allo scopo di completare il resoconto della conquista della Gallia e di saldare la narrazione con i fatti narrati nel De bello civili. Questo ottavo libro copre principalmente gli avvenimenti del 51 a.C. (fino al capitolo 48), mentre gli ultimi 7 capitoli descrivono i movimenti di Cesare e i prodromi della guerra civile l'anno seguente (Irzio si giustifica spiegando che nel 50 a.C. non successe nulla di rilevante in Gallia, e perciò non ritiene di dover dividere il suo resoconto per anni, come fatto da Cesare per i primi 7 libri).
Benché sconfitti Arverni e Biturgi, nella Gallia compiono scorrerie ancora popoli molto potenti, ossia i Carnuti ed i Bellovaci; attirando così nuovamente l'attenzione di Cesare, che manda le truppe del proconsole Gaio Fabio e del fedele Labieno. In breve tali focolai di ribellione sono spenti. Tuttavia ancora due popolazioni si ribellano: i Carduci ed i Pictoni. Per questi ultimi il capo Dumnaco tenta varie volte di porre assedio al campo fortificato romano, senza però riuscirci, compiendo razzie fino all'imboscata dei romani, capitanati da Gaio Fabio.
Per la campagna contro i Carduci invece, accade che i generali Lutterio e Drappete occupano strategicamente la città di Uxelloduno, cercando di fortificarla il meglio possibile contro Roma, rifornendola oltretutto di grano. I Romani però rallentano con attacchi lampo i lavori di fortificazione, costringendo i nemici al combattimento in campo, sorpresi dal sopraggiungere improvviso delle truppe di Gaio Fabio, con la resa di Drappete catturato. Nell'inverno anche Commio, ultimo capo ribelle che ancora resisteva nel territorio belgico, braccato dalla cavalleria di Gaio Voluseno, si arrende dopo essere scampato ad un epico duello con quest'ultimo. 
Dopo l'inverno 51-50 a.C., trascorso da Cesare presso i Belgi per sorvegliare la definitiva pacificazione, la guerra gallica può dirsi conclusa e Cesare può dedicare le sue energie all'imminente scontro con il Senato e con Pompeo.

## Caratteristiche dell'opera
Il De bello Gallico fu redatto da Cesare in terza persona, come diario di guerra, con l'intento di conferire una patina di oggettività e di difendere la propria persona e la propria condotta politico-militare, osteggiata a Roma da gran parte del senato. L'ambizione e le capacità politiche del condottiero erano, infatti, eccezionali e assai temute da una corporazione politica, indebolita dal volgere degli eventi e dai mali di sempre: corruzione, interesse personale nell'attività pubblica e vendette tra fazioni. Oltre alla terza persona, una caratteristica dello stile di Cesare è l'uso della "oratio obliqua", ovvero del discorso indiretto per ottenere uno stile più uniforme e privo degli artifici dell'arte oratoria.
Cesare ricorse spesso a temi di riferimento ideologico: Fortuna, Clementia, Iustitia e Celeritas. Si trattava di veri e propri slogan politici, parole d'ordine celebrative che sarebbero state utilizzate in seguito anche nella guerra civile da lui condotta contro Pompeo. Con particolare insistenza Cesare celebrava Fortuna, la dea del fato che aveva nelle mani il destino di ogni esercito. Il merito della vittoria e del successo era dunque nient'altro che derivato dal favore della sorte e di conseguenza anche simbolo di protezione divina.
È ancora oggetto di studi la rielaborazione dei numerosi materiali raccolti da Cesare durante la sua impresa in Gallia. Alcuni storici ipotizzano che sia avvenuta di anno in anno, rispecchiando la divisione finale in 8 libri, altri invece sostengono che Cesare abbia preferito un'unica grande stesura a distanza di tempo.

## Contesto storico

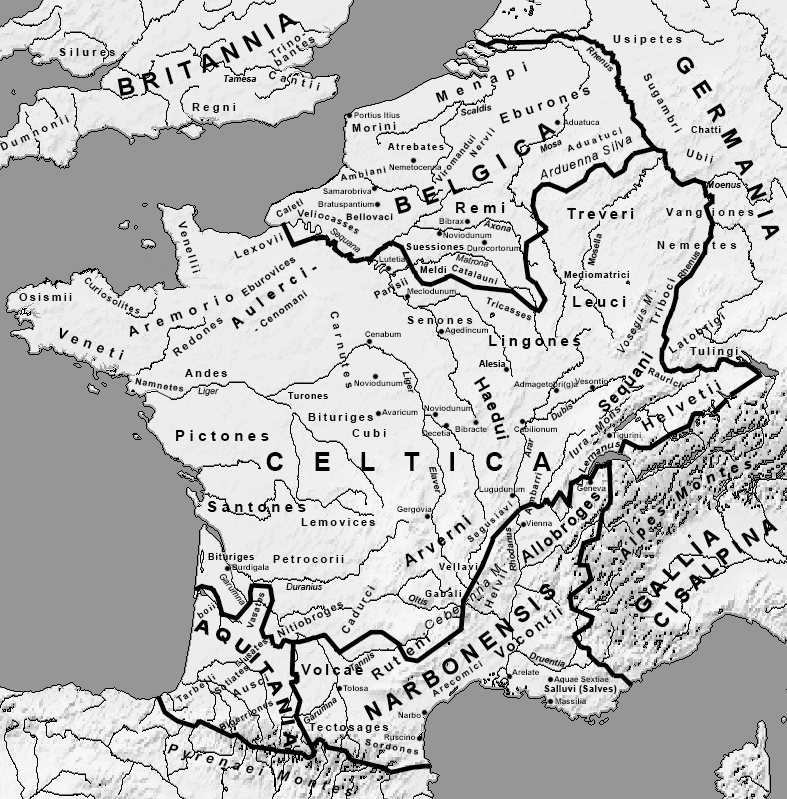
Mappa della Gallia nel I secolo a.C.

L'azione si svolge a partire dall'anno in cui Cesare, governatore delle Gallie e dell'Illiria, si trova a dover fronteggiare la decisione presa dalle quattro principali tribù elvetiche, dimoranti in diverse regioni nell'odierna Svizzera, di divenire nomadi a causa di difficoltà contingenti. Cesare contrasta tale iniziativa per proteggere dai saccheggi la Gallia Narbonense, già dominata da Roma, e le popolazioni vicine, indipendenti, ma alleate di Roma. Tuttavia, il problema posto dagli Elvezi è solo la punta di un iceberg: dal nord-est, alle due rive del Reno, le incursioni dei popoli germanici rendono inquieta la vita delle popolazioni della Gallia Transalpina.
Dalla lontana Britannia (l'odierna Inghilterra, sulle cui coste i Romani fino a quel tempo non erano mai sbarcati se non forse per sporadici contatti commerciali), giungono rinforzi alle tribù ostili a Roma. Ben presto la guerra dilaga in focolai che costringono il governatore a spostare di continuo il campo di battaglia e gli consentono di farsi prorogare il mandato, ciò che non gli dispiace affatto, dato che la guerra era, allora come oggi, un'opportunità per il vincitore. Cesare non mancò certo né di fiducia in sé stesso né di coraggio, e tanto meno di curiosità sufficiente a fargli sperimentare nuovi sistemi di battaglia, a parlamentare con il capo dei temuti e sconosciuti Germani, a raccogliere informazioni geografiche ed etnografiche sui territori che doveva affrontare, tanto che alla fine non indietreggiò neppure davanti alla necessità di sbarcare con un esercito nella sconosciuta Britannia.
Il fantasma della guerra alle porte di Roma, con il quale l'aristocrazia romana aveva giocato fin dai tempi della prima Repubblica (si vedano gli scritti di Livio a proposito delle chiamate alle armi nelle guerre contro gli Edui), viene ora usato da Cesare contro l'aristocrazia stessa. In molte pagine dei Commentarii si riesce ad intuire un certo tono di divertimento, nel condurre il gioco intellettuale del ricatto contro gli uomini del Senato che da Roma potrebbero stroncarlo ma non riescono neppure a contrastarne le decisioni con una semplice revoca del mandato, contro i falsi amici che lo hanno seguito per meritarne la benevolenza senza avere il coraggio di seguirlo fino in fondo nelle sue decisioni.
Si avverte la tensione vibrante dei momenti decisivi, resa tollerabile dall'atteggiamento razionale, di chi vuol conoscere il nemico, la sua personalità, i suoi mezzi tecnici, le sue abitudini e i punti di forza per evitare passi falsi. La fortuna e l'organizzazione poderosa dell'esercito romano fanno il resto, e alla fine della lunga campagna la Gallia è completamente sottomessa a Roma.
Dopo la battaglia di Alesia la resistenza dei Galli Transalpini è ridotta a disperati focolai di rivolta che vengono soffocati con una durezza ignota alle precedenti fasi belliche. La conquista della Gallia costò in tutta la campagna militare ben due milioni di vittime fra gli indigeni. La battaglia di Alesia è per secoli rimasta una pagina di strategia militare esemplare per il modo con cui venne condotto l'assedio, per la sorprendente opera di fortificazione fatta eseguire attorno alla città sacra della Gallia indipendente da Roma.

## Bibliografia

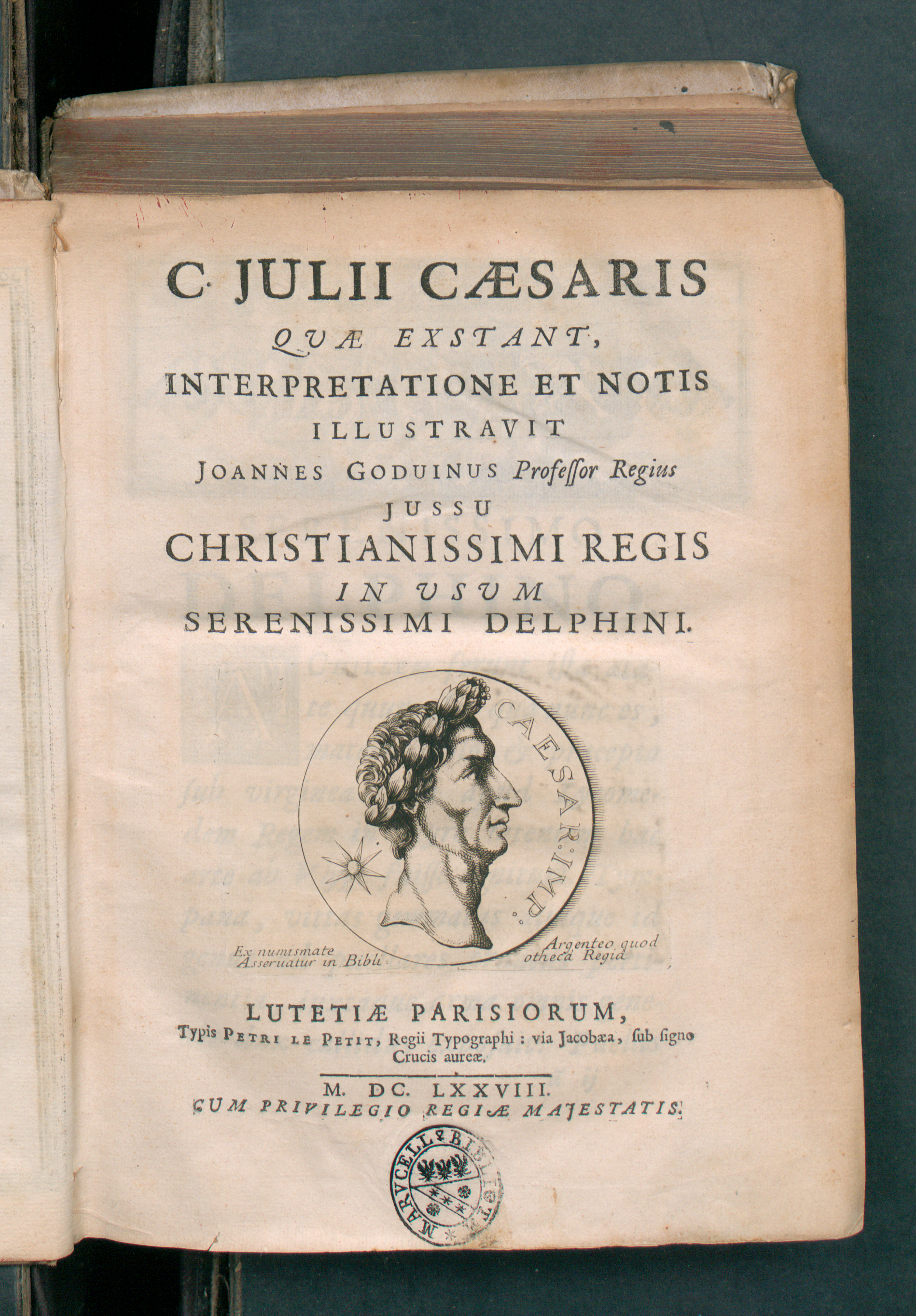
C. Iulii Caesaris quae extant, 1678